# Canto amobeo
El canto Amobeo es un modo de competencia o desafío de canto, que tenía origen en la Grecia Antigua. En él, una primera parte cantaba según una temática, y una estructura de versos. Un segundo cantante entonces responde con la misma estructura de verso y sobre el tema relacionado. Esto se repite hasta que un lado concede ganador al otro, o un tercero puede determinar el ganador. Esta tradición de desafíos continúa al día de hoy bajo otros nombres y de diversas formas, se puede encontrar en las payadas de América de Sur, y los desafíos en el rap.

## Historia
Este tipo de desafíos era utilizado principalmente por pastores griegos para los entretenerse. Más tarde, evolucionó a una competición con jueces, constando de rondas múltiples para cantar entre competidores. Los competidores serían aprobados o no, para continuar a una siguiente ronda en rondas múltiples, tipo eliminatoria.
Un cantante amobeo fue el poeta Teócrito, y con él toda una serie de cantantes recitadores que continuaron esa tradición.

## Uso
El canto amobeo puede verse en el Idilio 5 de Teócrito, en un duelo de recitadores entre Comatas y el pastor Lacón.
Comatas  -"Las Musas me gratifican con amor, el que Dafne nunca antes vio
Y bien ellas me han dado al otro día, dos cabras para mí."

Lacón  -"Pero Apolo me adora a mi también, y tengo una ofrenda para él
Un carnero bien gordo para las fiestas nocturnas de Apolo"